# Корнев, Василий Иванович (Герой Советского Союза)
Васи́лий Ива́нович Ко́рнев (1922—1998) — Герой Советского Союза, пехотинец, старшина.

## Биография
Родился в 1922 году в селе Шишадеево ныне Починковского района Нижегородской области. С 1939 года жил в Дзержинске, работал на Чернореченском химическом заводе.
Участвовал в освобождении Белоруссии, был командиром взвода противотанковых ружей.
В бою за одну из высот он поднял залёгшую под огнём противника роту и первым ворвался во вражеский окоп. Был контужен. Очнувшись ночью, он понял, что высота оказалась на нейтральной полосе. Утром появились немцы. Огнём из станкового пулемёта Корнев отбил атаку. Во время второй атаки фашистов он из противотанкового ружья с повреждённым дульным тормозом подбил два вражеских танка и удерживал высоту до прихода наших пехотинцев.
После войны вернулся работать на Чернореченский завод. Умер в 1998 году.

## Награды
Указом Президиума верховного Совета СССР от 23 июля 1944 года В. И. Корневу было присвоено звание Героя Советского Союза.